# الكلية الذكية الجامعية (الخليل)
الكلية الذكية الجامعية للتعليم الحديث هي كلية تعليمية بمدينة الخليل في الضفة الغربية، تمنح شهادة الدبلوم المهني المتخصص في عدة تخصصات، معتمدة ومرخصة من وزارة التربية والتعليم العالي في فلسطين.

## التأسيس
تأسست الكلية الذكية سنة 2020 لمواكبة التغيرات واحتياجات سوق العمل المحلي والعالمي.
اعتمدت عدداً من البرامج الدراسية المعاصرة لدرجة البكالوريوس في عدة تخصصات للعام الأكاديمي 2024.

## الميزات
تقديم تعليم أكاديمي ومهني، وتوظيف التكنولوجيا الحديثة في العملية التعليمية.
تخريج خبرات مهنية بكوادر أكاديمية وبرامج دبلوم في عدة تخصصات.